# Контрафагот
Контрафаго́т — музичний інструмент сімейства дерев'яних духових, різновид фаготу. Найнижчий за теситурою інструмент симфонічного оркестру. Перший контрафагот сконструйовано 1620 року, проте лише після суттєвого вдосконалення в кінці XIX ст. він увійшов в музичну практику. Стовбур контрфаготу складений втричі, має сумарну довжину 5 м 93 см.
В оркестрі контрфагот використовується переважно для дублювання басової лінії, проте іноді трапляються і сольні епізоди (наприклад, у «бесіді красуні і чудовиська» з балету «Моя мати гусиня» Моріса Равеля контрафагот зображає голос чудовиська).